# Fernando Alberto de Brito Monteiro
Fernando Alberto de Brito Monteiro (Teresina, 20 de junho de 1951 - São Paulo, 26 de dezembro de 2019) foi um economista, professor, advogado e político brasileiro que exerceu nove mandatos de deputado estadual pelo Piauí.

## Dados biográficos
Filho de Alberto de Moura Monteiro e Maria Laura de Brito Monteiro. Formado em Economia e professor da Universidade Federal do Piauí, foi consultor do Centro de Apoio à Pequena e Média Empresa do Estado do Piauí (CEAG) e implementou o Programa de Apoio às Microempresas. Eleito vereador de Teresina pelo PDS em 1982, foi o fundador e presidente da Associação de Vereadores do Estado do Piauí (AVEPI) entre 1983/1985. Filiado ao PFL foi eleito deputado estadual em 1986, 1990, 1994, 1998, 2002 e 2006 e por duas vezes candidato a vice-prefeito da capital piauiense: em 1988 com Átila Lira e 2000 com Ciro Nogueira, não obtendo vitória. Foi secretário de Meio Ambiente e secretário de Programas Especiais no segundo governo Hugo Napoleão e secretário de Defesa Civil no segundo governo Wellington Dias. Após migrar para o PTB renovou o mandato de deputado estadual em 2010, 2014 e foi reeleito via PRTB em 2018. Foi também presidente da escola de samba Ziriguidum.
Morreu em São Paulo, na manhã de 26 de dezembro de 2019, aos 68 anos de idade. Ele estava internado no Hospital Sírio Libanês e vinha lutando contra um câncer no fígado. No Natal, o parlamentar teve uma piora no quadro de saúde e acabou não resistindo.